# Olympische Sommerspiele 1984/Turnen – Schwebebalken (Frauen)
Der Wettkampf am Schwebebalken der Frauen bei den Olympischen Sommerspielen 1984 wurde vom 30. Juli bis 5. August im Pauley Pavilion ausgetragen.
Die acht besten Turnerinnen am Schwebebalken aus dem Einzelmehrkampf qualifizierten sich für das Gerätefinale. Pro Nation durften maximal zwei Athletinnen teilnehmen. Dabei wurde der Durchschnittswert aus dem Pflichtprogramm und der Kür mit in das Finale übernommen. Dieser Durchschnittswert wurde mit der Übung aus dem Finale addiert und ergab die Gesamtpunktzahl. 
Da im Finale zwei Turnerinnen punktgleich an der Spitze lagen, wurden zwei Goldmedaillen vergeben.

## Ergebnisse

### Qualifikation
| Rang | Athletin            | Nation             | Pflicht | Kür   | Gesamt |
| ---- | ------------------- | ------------------ | ------- | ----- | ------ |
| 1    | Simona Păuca        | Rumänien           | 9,80    | 10,00 | 19,80  |
| 2    | Ecaterina Szabo     | Rumänien           | 9,75    | 9,95  | 19,70  |
| 3    | Wu Jiani            | China              | 9,75    | 9,90  | 19,65  |
| 4    | Kathy Johnson       | Vereinigte Staaten | 9,85    | 9,75  | 19,60  |
| 4    | Mary Lou Retton     | Vereinigte Staaten | 9,85    | 9,75  | 19,60  |
| 6    | Ma Yanhong          | China              | 9,70    | 9,80  | 19,50  |
| 6    | Mihaela Stănuleț    | Rumänien           | 9,70    | 9,80  | 19,50  |
| 8    | Laura Cutina        | Rumänien           | 9,65    | 9,80  | 19,45  |
| 9    | Cristina Grigoraș   | Rumänien           | 9,65    | 9,75  | 19,40  |
| 10   | Pam Bileck          | Vereinigte Staaten | 9,70    | 9,60  | 19,30  |
| 10   | Chen Yongyan        | China              | 9,55    | 9,75  | 19,30  |
| 12   | Lavinia Agache      | Rumänien           | 9,85    | 9,40  | 19,25  |
| 12   | Zhou Ping           | China              | 9,60    | 9,65  | 19,25  |
| 14   | Romi Kessler        | Schweiz            | 9,50    | 9,70  | 19,20  |
| 15   | Huang Qun           | China              | 9,60    | 9,55  | 19,15  |
| 16   | Anja Wilhelm        | BR Deutschland     | 9,40    | 9,70  | 19,10  |
| 17   | Julianne McNamara   | Vereinigte Staaten | 9,85    | 9,20  | 19,05  |
| 17   | Bonnie Wittmeier    | Kanada             | 9,55    | 9,50  | 19,05  |
| 19   | Anita Botnen        | Kanada             | 9,40    | 9,55  | 18,95  |
| 20   | Laura Muñoz         | Spanien            | 9,20    | 9,70  | 18,90  |
| 21   | Maiko Morio         | Japan              | 9,35    | 9,50  | 18,85  |
| 21   | Elke Heine          | BR Deutschland     | 9,25    | 9,60  | 18,85  |
| 21   | Ayami Yukimori      | Japan              | 9,25    | 9,60  | 18,85  |
| 24   | Tracee Talavera     | Vereinigte Staaten | 9,65    | 9,15  | 18,80  |
| 24   | Michelle Dusserre   | Vereinigte Staaten | 9,40    | 9,40  | 18,80  |
| 26   | Zhou Qiurui         | China              | 9,60    | 9,15  | 18,75  |
| 26   | Gigi Zosa           | Kanada             | 9,40    | 9,35  | 18,75  |
| 28   | Andrea Thomas       | Kanada             | 9,70    | 9,00  | 18,70  |
| 29   | Astrid Beckers      | BR Deutschland     | 9,20    | 9,45  | 18,65  |
| 29   | Heike Schwarm       | BR Deutschland     | 9,15    | 9,50  | 18,65  |
| 29   | Ana Manso           | Spanien            | 9,10    | 9,55  | 18,65  |
| 32   | Sae Watanabe        | Japan              | 9,30    | 9,30  | 18,60  |
| 33   | Kellie Wilson       | Australien         | 9,40    | 9,15  | 18,55  |
| 33   | Jessica Tudos       | Kanada             | 9,05    | 9,50  | 18,55  |
| 35   | Angela Golz         | BR Deutschland     | 9,30    | 9,20  | 18,50  |
| 36   | Natalie Davies      | Großbritannien     | 9,45    | 9,00  | 18,45  |
| 36   | Brigitta Lehmann    | BR Deutschland     | 9,25    | 9,20  | 18,45  |
| 38   | Laura Bortolaso     | Italien            | 8,95    | 9,45  | 18,40  |
| 39   | Noriko Mochizuki    | Japan              | 9,40    | 8,90  | 18,30  |
| 39   | Hayley Price        | Großbritannien     | 8,95    | 9,35  | 18,30  |
| 39   | Kathy Williams      | Großbritannien     | 8,90    | 9,40  | 18,30  |
| 42   | Virginia Navarro    | Spanien            | 8,95    | 9,30  | 18,25  |
| 43   | Marta Artigas       | Spanien            | 9,15    | 9,05  | 18,20  |
| 43   | Chihiro Oyagi       | Japan              | 8,85    | 9,35  | 18,20  |
| 45   | Natalie Seiler      | Schweiz            | 9,00    | 9,15  | 18,15  |
| 45   | Irene Martínez      | Spanien            | 8,75    | 9,40  | 18,15  |
| 47   | Marisa Jervella     | Schweiz            | 9,10    | 9,00  | 18,10  |
| 48   | Sim Jae-yeong       | Südkorea           | 9,20    | 8,85  | 18,05  |
| 48   | Tokie Kawase        | Japan              | 9,15    | 8,90  | 18,05  |
| 48   | Susi Latanzio       | Schweiz            | 9,15    | 8,90  | 18,05  |
| 48   | Lena Adomat         | Schweden           | 9,00    | 9,05  | 18,05  |
| 48   | Tatiana Figueirêdo  | Brasilien          | 8,95    | 9,10  | 18,05  |
| 53   | Nancy Goldsmith     | Israel             | 8,90    | 9,05  | 17,95  |
| 53   | Amanda Harrison     | Großbritannien     | 8,70    | 9,25  | 17,95  |
| 55   | Corinne Ragazzacci  | Frankreich         | 9,05    | 8,80  | 17,85  |
| 56   | Monika Beer         | Schweiz            | 9,25    | 8,55  | 17,80  |
| 56   | Florence Laborderie | Frankreich         | 9,00    | 8,80  | 17,80  |
| 56   | Kelly Brown         | Kanada             | 8,95    | 8,85  | 17,80  |
| 59   | Kerry Battersby     | Australien         | 9,25    | 8,50  | 17,75  |
| 59   | Sally Larner        | Großbritannien     | 9,00    | 8,75  | 17,75  |
| 61   | Lisa Young          | Großbritannien     | 9,10    | 8,50  | 17,60  |
| 62   | Lee Jeong-hui       | Südkorea           | 8,95    | 8,50  | 17,45  |
| 63   | Margot Estévez      | Spanien            | 8,90    | 8,45  | 17,35  |
| 64   | Bettina Ernst       | Schweiz            | 8,65    | 8,60  | 17,25  |
| 65   | Limor Fridman       | Israel             | 7,75    | 8,85  | 16,60  |

### Finale
| Rang | Athletin        | Nation             | Qualifikation | Qualifikation | Qualifikation | Finale | Gesamt |
| Rang | Athletin        | Nation             | Pflicht       | Kür           | Ø             | Finale | Gesamt |
| ---- | --------------- | ------------------ | ------------- | ------------- | ------------- | ------ | ------ |
| 1    | Simona Păuca    | Rumänien           | 9,800         | 10,000        | 9,900         | 9,900  | 19,800 |
| 1    | Ecaterina Szabó | Rumänien           | 9,750         | 9,950         | 9,850         | 9,950  | 19,800 |
| 3    | Kathy Johnson   | Vereinigte Staaten | 9,850         | 9,750         | 9,800         | 9,850  | 19,650 |
| 4    | Mary Lou Retton | Vereinigte Staaten | 9,850         | 9,750         | 9,800         | 9,750  | 19,550 |
| 5    | Ma Yanhong      | China              | 9,700         | 9,800         | 9,750         | 9,700  | 19,450 |
| 6    | Romi Kessler    | Schweiz            | 9,500         | 9,700         | 9,600         | 9,750  | 19,350 |
| 7    | Anja Wilhelm    | BR Deutschland     | 9,400         | 9,700         | 9,550         | 9,650  | 19,200 |
| 7    | Chen Yongyan    | China              | 9,550         | 9,750         | 9,650         | 9,550  | 19,200 |